# Mojżesz Pelc
Mojżesz Pelc (ur. 6 maja 1888 w Radomyślu Wielkim, zm. 8 września 1941 w Auschwitz) – polski Żyd, doktor medycyny, major Wojska Polskiego, dyrektor żydowskiego szpitala w Kielcach i pierwszy prezes kieleckiego Judenratu.

## Życiorys
Urodzony w Galicji, ukończył studia medyczne na Uniwersytecie w Grazu. Podczas I wojny światowej służył w armii austro-węgierskiej jako chirurg wojskowy. Odznaczony Krzyżem Żelaznym Zasługi. W trakcie wojny polsko-bolszewickiej lekarz 4. Pułku Piechoty Legionów. Został awansowany na stopień kapitana rezerwy lekarza ze starszeństwem z 1 czerwca 1919. W 1934 był w kadrze zapasowej 10 Szpitala Okręgowego i pozostawał wówczas w ewidencji Powiatowej Komendy Uzupełnień Kielce.
W 1919 przybył do Kielc, gdzie rozpoczął prywatną praktykę lekarską przy ul. Hipotecznej 8. Wkrótce został dyrektorem Szpitala Żydowskiego przy ul. Aleksandra (obecnie Szpital Miejski im. św. Aleksandra). Poza tym kierował dwiema żydowskimi instytucjami społecznymi finansowanymi przez rodzinę Zagajskich – domem starców i sierocińcem. Przez wiele lat sprawował mandat miejskiego radnego.
Po wkroczeniu wojsk niemieckich do Kielc wyznaczony przez okupanta na prezesa Judenratu, szybko zrezygnował z tej funkcji obejmując stanowisko dyrektora szpitala w getcie żydowskim przy ówczesnej ul. Radomskiej (budynek między jezdniami ob. ul. Warszawskiej w pobliżu synagogi). Z racji swojej postawy określany przez Niemców mianem der stolze Jude (dumny Żyd).
Aresztowany przez Gestapo w czerwcu 1941 jako oficer rezerwy Wojska Polskiego. 30 lipca 1941 osadzony w niemieckim obozie koncentracyjnym Auschwitz, gdzie został skierowany do karnej kompanii z numerem obozowym 19066. 8 września 1941 został zamordowany przez SS-mana, który butem zmiażdżył mu krtań.

## Upamiętnienie
16 września 2000 w budynku Szpitala Miejskiego w Kielcach przy ul. Kościuszki odsłonięto tablicę poświęconą pamięci Mojżesza Pelca. Od 2013 jego imię nosi również jedna z ulic w Kielcach.